# Katerina Graham
Katerina Alexandre Graham (Geneva, 5. rujna 1989.), poznatija kao Kat Graham švicarsko-američka je glumica, model, i pjevačica. Pojavila se u brojnim TV emisijama i filmovima kao i u glazbenim spotovima. Poznatija je po ulozi Bonnie Bennet u TV seriji "Vampirski dnevnici".

## Životopis
Katerina Graham rođena je u Ženevi, u Švicarskoj, a odrasla je u Los Angelesu, u Kaliforniji. Njezin otac, Josip, je iz Liberije, a njena majka Natasha podrijetlom iz obitelji ruskih i poljskih Židova. Njen otac bio je izvršni producent, a djed joj je bio veleposlanik UN-a, koji je služio 40 godina u Nizozemskoj, Švedskoj, Rumunjskoj, i Keniji. Njezini roditelji rastali su se kad je imala pet godina. Ima polubrata rođenog u Izraelu.

Graham je pohađala židovsku školu te govori engleski, španjolski i francuski, kao i nešto hebrejskog i portugalskog.

## Gluma
Kat je započela svoju karijeru u dobi od šest godina. Tijekom sljedećih osam godina, pojavila se u raznim reklamama, uključujući one za Barbie, K-Mart, Pop tarts i Edison. Sa 17, Graham je sudjelovala u nacionalnoj marketinškoj kampanji za oglašavanje Coca-Colinih bezalkoholnih pića Fanta. Graham se pojavila u marketinškoj kampanji, kao pripadnik "Fantanas", poznat kao Capri.

U dobi od 15, Graham je zapela za oko koreografkinji Fatimi Robinson, te ju je pitala za izvođenje na BET Awards, u pozadini plesačice za Lil 'Bow Wow-a. Graham je nastavila s radom pozadinske plesačice za Missy Elliot, Pharrell, Jamie Foxx, i koreografe Hi-Hata i Michaela Rooneyja. Graham se pojavila u različitim glazbenim spotovima, uključujući Akonov "Lonely", Justinov Bieberov i Usherov "Somebody to Love (Remix)" i druge.

Graham se pojavila u raznim televizijskim emisijama, uključujući CSI: Crime Scene Investigation, The OC, Malcolm u sredini, Joan of Arcadia, Strong Medicine i dr.
Također se pojavila kao Jacksonova djevojka, Allison, u Hannah Montana, kao i integralni karakter Bonnie Bennett u Vampirskim dnevnicima. Glumila je i u Ponovo 17 sa Zacom Efronom.